# Shotwell
Shotwell és un organitzador d'imatges dissenyat per a la gestió de fotos personals per a l'entorn d'escriptori GNOME. El 2010, va substituir F-Spot com l'eina d'imatge estàndard per a diverses distribucions de Linux basades en GNOME, incloent Fedora en la versió 13 i Ubuntu en la seva versió 10.10 Maverick Meerkat.

## Característiques
Shotwell pot importar fotos i vídeos directament des d'una càmera digital, automàticament agrupant-los per data, a més de suportar l'etiquetatge de fotos. A més, permet l'edició d'imatges, permetent els usuaris l'opció de posar recta la imatge, retallar, eliminar els ulls vermells, i ajustar la balança de nivells i colors. També suporta l'opció d'auto-millorar la imatge, ajustant automàticament els nivells.
Shotwell permet els usuaris publicar les seves imatges i vídeos a Facebook, Flickr, Picasa Web Albums i Youtube.

## Informació tècnica
La Yorba Foundation va programar Shotwell en llenguatge Vala. Importa fotos usant la llibreria libgphoto2, similar a altres organitzadors d'imatges com F-Spot i gThumb.